# اشلی مک‌گرگور
اشلی مک‌گرگور (به انگلیسی: Ashley McGregor) (زادهٔ ۱ مارس ۱۹۹۳) شناگر اهل کانادا است.